# Villefranche-de-Conflent
Villefranche-de-Conflent (în catalană Vilafranca de Conflent) este o comună în departamentul Pyrénées-Orientales din sudul Franței. În 2009 avea o populație de 232 de locuitori.

## Evoluția populației
| An        | 1975 | 1982 | 1990 | 1999 | 2006 | 2009 |
| --------- | ---- | ---- | ---- | ---- | ---- | ---- |
| Populație | 435  | 294  | 261  | 225  | 237  | 232  |